# Stiepan Biełolipiecki
Stiepan Jefimowicz Biełolipiecki (ros. Степан Ефимович Белолипецкий, ur. 1905 we wsi Sukmanowka w guberni tambowskiej, zm. w maju 1987 w Moskwie) – funkcjonariusz radzieckich organów bezpieczeństwa, generał major.

## Życiorys
Syn biednego rosyjskiego chłopa, skończył dwie klasy szkoły II stopnia, pracował w gospodarstwie ojca, później w sowchozie, potem w leśnictwie, 1926-1933 członek Komsomołu, od października 1932 w WKP(b). Od maja 1928 sekretarz komórki Komsomołu, od listopada 1929 do 1930 zastępca przewodniczącego, a 1930-1931 przewodniczący sielsowietu (rady wiejskiej). Od maja 1931 w OGPU, 1932-1933 pomocnik pełnomocnika i pełnomocnik rejonowego oddziału GPU w Obwodzie Centralno-Czarnoziemskim, od października 1933 do września 1935 szef wydziału tajno-politycznego Sektora Operacyjnego GPU/NKWD w Humaniu, od września 1935 do grudnia 1937 szef rejonowego oddziału NKWD w Niżniediewicku w obwodzie woroneskim, od 2 marca 1936 młodszy porucznik bezpieczeństwa państwowego. Od grudnia 1937 do lipca 1938 szef Oddziału VI Wydziału III Zarządu Bezpieczeństwa Państwowego (UGB) Zarządu NKWD obwodu woroneskiego, od sierpnia 1938 do lutego 1939 zastępca szefa Wydziału VI i starszy pełnomocnik Wydziału IV Głównego Zarządu Bezpieczeństwa Państwowego, od 5 sierpnia 1938 porucznik bezpieczeństwa państwowego. Od lutego 1939 do września 1940 starszy oficer śledczy Sekcji Śledczej NKWD ZSRR, od 24 września 1940 do 26 lutego 1931 ludowy komisarz spraw wewnętrznych Czuwaskiej ASRR, kapitan bezpieczeństwa państwowego, od 26 lutego do 31 lipca 1941 ludowy komisarz bezpieczeństwa państwowego Czuwaskiej ASRR, od 31 lipca 1941 do 14 lutego 1948 ludowy komisarz/minister spraw wewnętrznych Czuwaskiej ASRR, 14 lutego 1943 awansowany na pułkownika, 22 lutego 1945 komisarza bezpieczeństwa państwowego, a 9 lipca 1945 generała majora. Od 13 lutego 1948 do 6 października 1950 szef Zarządu MWD obwodu kurskiego, od marca do września 1951 szef Zarządu Poprawczego Obozu Pracy MWD, od października 1951 do stycznia 1952 szef Zarządu Budowlano-Montażowego Budowy nr 565 MWD, od stycznia 1952 do lutego 1953 szef Poprawczego Obozu Pracy "GA" MWD, od marca do listopada 1953 starszy oficer śledczy Sekcji Śledczej do Spraw Szczególnie Ważnych MWD ZSRR. Deputowany do Rady Najwyższej ZSRR 1 i 2 kadencji. 3 stycznia 1955 pozbawiony stopnia generalskiego.
Na przełomie 1939/1940 był członkiem 14-osobowej grupy operacyjnej NKWD przysłanej do obozu w Ostaszkowie, która miała przygotować akta śledcze polskich więźniów i jeńców z tego obozu.

## Odznaczenia
- Order Czerwonego Sztandaru Pracy (6 lipca 1945)
- Order Czerwonej Gwiazdy (czterokrotnie - 20 września 1943, 1943, 16 września 1945 i 1946)
- Odznaka "Zasłużony Funkcjonariusz NKWD" (4 lutego 1942)

I 4 medale.